# Nicholas Hough
Nicholas Hough (ur. 20 października 1993) – australijski lekkoatleta, płotkarz.
Złoty medalista mistrzostw kraju.
Lekkoatletykę uprawiali także jego rodzice, ojciec – Anthony był dziesięcioboistą, a matka – Suzanne była sprinterką.

## Osiągnięcia
| Rok  | Impreza                                            | Miejsce    | Konkurencja                     | Pozycja    | Wynik   |
| ---- | -------------------------------------------------- | ---------- | ------------------------------- | ---------- | ------- |
| 2010 | Mistrzostwa Australii i Oceanii juniorów młodszych | Sydney     | bieg na 100 m                   | 1. miejsce | 10,83   |
| 2010 | Mistrzostwa Australii i Oceanii juniorów młodszych | Sydney     | bieg na 200 m                   | 1. miejsce | 21,79   |
| 2010 | Mistrzostwa Australii i Oceanii juniorów młodszych | Sydney     | bieg na 110 m przez płotki      | 1. miejsce | 13,87   |
| 2010 | Mistrzostwa Australii i Oceanii juniorów młodszych | Sydney     | sztafeta 4 × 100 m              | 1. miejsce | 41,36   |
| 2010 | Igrzyska olimpijskie młodzieży                     | Singapur   | bieg na 110 m przez płotki      | 1. miejsce | 13,37   |
| 2010 | Igrzyska olimpijskie młodzieży                     | Singapur   | sztafeta szwedzka               | 3. miejsce | 1:52,71 |
| 2012 | Mistrzostwa świata juniorów                        | Barcelona  | bieg na 110 m przez płotki      | 2. miejsce | 13,27   |
| 2012 | Mistrzostwa świata juniorów                        | Barcelona  | sztafeta 4 × 100 m              | 5. miejsce | 39,59   |
| 2013 | Uniwersjada                                        | Kazań      | bieg na 100 m                   | półfinał   | 10,50   |
| 2013 | Uniwersjada                                        | Kazań      | bieg na 200 m                   | półfinał   | 20,97   |
| 2014 | Igrzyska Wspólnoty Narodów                         | Glasgow    | bieg na 110 m przez płotki      | 4. miejsce | 13,57   |
| 2014 | Igrzyska Wspólnoty Narodów                         | Glasgow    | sztafeta 4 × 100 m              | –          | DQ      |
| 2015 | Uniwersjada                                        | Gwangju    | bieg na 110 m przez płotki      | eliminacje | 14,11   |
| 2015 | Uniwersjada                                        | Gwangju    | sztafeta 4 × 100 m              | eliminacje | 39,24   |
| 2015 | Mistrzostwa świata                                 | Pekin      | bieg na 110 m przez płotki      | eliminacje | 13,69   |
| 2017 | Halowe mistrzostwa świata                          | Londyn     | bieg na 110 m przez płotki      | eliminacje | 13,61   |
| 2017 | Uniwersjada                                        | Tajpej     | bieg na 110 m przez płotki      | 6. miejsce | 13,73   |
| 2018 | Halowe mistrzostwa świata                          | Birmingham | bieg na 60 m przez płotki       | półfinał   | 7,79    |
| 2018 | Igrzyska Wspólnoty Narodów                         | Gold Coast | bieg na 110 m przez płotki      | 3. miejsce | 13,38   |
| 2019 | Mistrzostwa Oceanii                                | Townsville | bieg na 110 metrów przez płotki | 1. miejsce | 13,77   |
| 2019 | Mistrzostwa świata                                 | Doha       | bieg na 110 metrów przez płotki | półfinał   | 13,61   |
| 2021 | Igrzyska olimpijskie                               | Tokio      | bieg na 110 m przez płotki      | półfinał   | 13,88   |
| 2022 | Mistrzostwa świata                                 | Eugene     | bieg na 110 metrów przez płotki | półfinał   | 13,42w  |
| 2022 | Igrzyska Wspólnoty Narodów                         | Birmingham | bieg na 110 m przez płotki      | 7. miejsce | 13,83   |

## Rekordy życiowe
- bieg na 60 metrów przez płotki (hala) – 7,76 (2018)
- bieg na 110 metrów przez płotki (91,4 cm) – 13,37 (2010)
- bieg na 110 metrów przez płotki (99 cm) – 13,27 (2012)
- bieg na 110 metrów przez płotki – 13,38 (2018)
- bieg na 100 metrów – 10,39 (2013)
- bieg na 200 metrów – 20,66 (2013)